# Cephaloscyllium hiscosellum
Cephaloscyllium hiscosellum es una especie de peces de la familia Scyliorhinidae en el orden de los Carcharhiniformes.

## Morfología
• Los machos pueden llegar alcanzar los 46,3 cm de longitud total.

## Hábitat
Es un pez de mar y de clima subtropical que vive entre 294-420 m de profundidad.

## Distribución geográfica
Se encuentra en Australia.